# کیت دانلان
کیت دانلان (به انگلیسی: Keith Donnellan) (۲۰۱۵–۱۹۳۱) فیلسوف آمریکایی و استاد دانشگاه کالیفرنیا، لس‌آنجلس بود. شهرت دانلان در فلسفهٔ تحلیلی عمدتاً بابت پژوهش‌های او در فلسفهٔ زبان و نقش او در ایجاد و گسترش نظریهٔ علّی-تاریخی ارجاع است. او با بررسی تمایزِ ارجاعی/اِسنادی در بین وصف‌های معیّن، بر ضد تحلیل برتراند راسل در مورد این وصف‌ها استدلال کرد.

## آثار
- Donnellan, Keith S. (1966). Reference and Definite Descriptions. The Philosophical Review, 75: 281-304.
- Donnellan, Keith S. (2012). Joseph Almog and Paolo Leonardi, eds. , Essays on Reference, Language, and Mind. Oxford University Press.